# The Abyssinians
I The Abyssinians sono un gruppo roots reggae giamaicano, famoso per le armonie vocali e la promozione del movimento rastafari nelle loro canzoni.

## Storia
Il gruppo è un trio vocale fondato originariamente nel 1968 da Bernard Collins e Donald Manning.
Assoldato un terzo cantante, che ancora frequentava la scuola e spesso non aveva la possibilità di fare le prove, fu ben presto sostituito dal fratello di Donald Manning: Lynford, in precedenza membro del gruppo del fratello Carlton Manning: Carlton and The Shoes.
La loro prima canzone di successo fu Satta Massagana, registrata nel 1969 su etichetta Studio One di Sir Coxsone Dodd: un inno rastafariano in lingua amarica che li ha lanciati tra i grandi della musica reggae.
Satta Massagana è stata registrata per Coxsone Dodd nel marzo 1969, ma Coxsone decise di non pubblicarla, non vedendo potenziale commerciale in ciò che egli considerava come una canzone che costituiva sovversione culturale. Nel 1971 il gruppo acquistò i master tapes da Dodd per 90 sterline e pubblicò il brano sulla propria etichetta Clinch, il brano ebbe un enorme successo, tale da spingere Dodd a pubblicare la versione strumentale in suo possesso e altre deejay version.
Il gruppo pubblicò poi molte altre versioni della canzone: versioni di Tommy McCook, Big Youth, Dillinger, così come la loro versione (Mabrak), con il gruppo che recita brani del Vecchio Testamento.
Da allora la canzone è stata registrata da decine di artisti.
La seconda release del gruppo, Declaration of Rights, con Leroy Sibbles ai cori, fu, come il primo singolo, dapprima un enorme successo in Giamaica e successivamente nel mercato internazionale e anche questo oggetto di cover molte volte.
Il gruppo continuò a registrare durante tutti gli anni 1970 per vari produttori tra cui Lloyd Daley, Tommy Cowan e Geoffrey Chung e il loro album di debutto, Forward on to Zion, fu prodotto da Clive Hunt e pubblicato nel 1976.
L'album seguente, Arise (1978) fu registrato in condizioni di stress, con rivalità interne che minacciarono di far dividere il gruppo, e dopo la pubblicazione dell'album, Collins lasciò la band, per essere poi sostituito da Carlton Manning. Questa formazione si esibì nel 1979 al festival Reggae Sunsplash, ma si divise l'anno successivo.
Donald Manning ha avuto una breve carriera da solista nei primi anni ottanta, in cui ha registrato con lo pseudonimo di Donald Abyssinian.
Bernard Collins lanciò la propria versione del gruppo alla fine degli anni 80; ci furono due versioni del gruppo esistenti per un certo tempo. La formazione originale si riunì nel 1998 e ha continuato a registrare nuovo materiale, tra cui i singoli African Princess e Swing Low e l'album Reunion, anche se Collins non è stato coinvolto nella scrittura di canzoni in questo periodo.
Collins lasciò il gruppo di nuovo nel 1999 e pubblicò materiale come Bernard Collins & the Abyssinians, pubblicando un album nello stesso anno.

## Componenti
- Bernard Collins
- Donald Manning
- Lynford Manning
- Carlton Manning

## Discografia

### Album in studio
- 1976: Satta Massagana
- 1978: Arise
- 1998: Reunion

### Raccolte
- 1982: Forward
- 1994: Best of the Abyssinians
- 1996: 19.95 + TAX
- 1998: Satta Dub
- 1998: Declaration of Dub
- 1999: Last Days
- 2003: Abyssinians & Friends Tree of Satta vol. 1

### Live
- 2002: Live in San Francisco